# Wilhelm Świątkowski
Wilhelm Świątkowski (ros. Вильгельм Марьянович Свинтковский, Wilgielm Marjanowicz Swintkowski; ur. 1 stycznia 1919 w Grenówce, obecnie Łupołowe, Ukraina, zm. 1988, Mytiszczi) – radziecki wojskowy pochodzenia polskiego, pułkownik Armii Czerwonej i Wojska Polskiego, prokurator i sędzia wojskowy.

## Życiorys
Pochodził z chłopskiej rodziny, był synem Mariana i Marii z Drogomerskich. Dzieciństwo i młodość spędził w ZSRR.
W 1940 roku ukończył Charkowski Instytut Prawa, a rok później Wojskową Wyższą Akademię Prawa w Moskwie, po czym został powołany do służby wojskowej w Armii Czerwonej. Od września 1941 do października 1942 był śledczym wojskowej prokuratury w 334 Dywizji Strzeleckiej Frontu Kalinińskiego. Od lipca 1943 roku był szefem prokuratury w 204 Dywizji Piechoty Armii Czerwonej. W czerwcu 1944 przeszedł do Wojska Polskiego, gdzie pracował w organach prokuratury wojskowej. 4 listopada 1950, na mocy decyzji Biura Politycznego PZPR, został powołany na stanowisko Prezesa Najwyższego Sądu Wojskowego, zastępując zdymisjonowanego Władysława Garnowskiego. Funkcję tę pełnił do 26 czerwca 1954, w tym samym roku powrócił do ZSRR.
Jego prezesura w Najwyższym Sądzie Wojskowym przypadła na okres wzmożonych represji wobec wyższych oficerów WP, m.in. w tym czasie prowadzono proces gen. Tatara, płk. Utnika i płk. Nowickiego, tzw. proces generałów, aresztowano także gen. Spychalskiego.
Po śmierci Bolesława Bieruta (12 marca 1956) powołano Komisję dla zbadania odpowiedzialności byłych pracowników Głównego Zarządu Informacji, Naczelnej Prokuratury Wojskowej i Najwyższego Sądu Wojskowego (tzw. Komisja Mazura). Raport Komisji stwierdzał, że W. Świątkowski był jednym z oficerów radzieckich, którzy byli odpowiedzialni za łamanie praworządności. Według raportu Komisji Mazura W. Świątkowski wraz z sędzią Aleksandrem Tomaszewskim byli głównymi inspiratorami wypaczeń w wojskowym wymiarze sprawiedliwości, realizatorami wypaczonej praktyki karnej i bezpośrednimi współsprawcami drakońskich wyroków w sfingowanych sprawach.
Po wyjeździe do Związku Radzieckiego (ZSRR)-Rosji zamieszkał w podmoskiewskiej miejscowości Mytiszczi. Na emeryturze prowadził odludny tryb życia. W swoim mieszkaniu zgromadził wiele cennych przedmiotów antykwarycznych. Zginął przypadkowo zamordowany podczas napadu rabunkowego na swoje mieszkanie, ponoć zorganizowanego przez swego syna Włodzimierza Swintkowskiego. Bandyci przestraszeni jego śmiercią uciekli nic nie zabierając. Obecnie ten sam syn Wilhelma jest poszukiwany listem gończym i europejskim nakazem aresztowania za napad na kantor w Warszawie i zabójstwo jego właścicieli w listopadzie 1999 roku, których dokonał wraz z Igorem Pikusem, członkiem gangu „Mutantów” zabitym w policyjnej akcji w Magdalence.